# NGC 5061
إن جي سي 5061 (بالألمانية: NGC 5061) التي يرمز لها بالرمز NGC 5061، هي مجرة، في كوكبة الشجاع.

## الاكتشاف
اكتشفت في 28 مارس 1786، بواسطة ويليام هيرشل.

## روابط خارجية
- NGC 5061 على موقع ويكي سكاي: DSS2, SDSS, GALEX, IRAS, Hydrogen α, X-Ray, Astrophoto, Sky Map, Articles and images